# والتر ورگینتس
والتر ورگینتس (آلمانی: Walter Werginz; ۱۸ فوریهٔ ۱۹۱۳ – ۲۱ مارس ۱۹۴۴) بازیکن فوتبال اهل اتریش بود.